# 催涙スプレー
催涙スプレー（さいるいスプレー）とは、暴漢や野生動物の顔面に向けて催涙ガスを噴射することにより、対象がひるんだ隙に避難するための護身・防犯装備である。法的には武器と見なされるため、屋外での携帯は多くの場合で軽犯罪法に違反し、他に方法がない状況での使用は傷害罪に問われることになる。従って、適法な利用シーンが限られるという難点がある。
- 暴徒やテロ集団を制圧するための強力な催涙スプレー・催涙弾や兵器としての催涙剤も存在するが、本項では護身道具としての催涙スプレーについて記述する。

## 概要
一般的に市販されている催涙スプレーの殆どは、オレオレジン・カプシカム（OCガス＝トウガラシスプレー）が主成分であり、一部クロロアセトフェノン（CNガス）のものがある（一部には以上のガスを複数混合したモデルもある）。特にOCガスは麻薬中毒の状態にある者や泥酔者にも一定の効果があるとされ、またクマなどの野生動物撃退用の物も見られる。
護身用具であることから、日本国内でも一般の防犯具を扱う商店や通信販売などで入手可能となっている。登山等をする人がクマ除けとして携帯する催涙スプレーは、アウトドアショップでも見られる。小型の物ではライター程度の大きさの物から、大型の物では小型消火器ほどの大きさの物まで存在している。また形も純粋なスプレー缶型以外に取扱いの容易さや誤射の防止（とっさに取り出した際、ガスの噴射口が自分の方を向いているといったことによる事故）と（おそらくは）外見による威嚇効果を期待した拳銃型や警棒型の物や、安全装置がついているものも存在する。
カプサイシンを主成分とするOC（Oleoresin Capsicum）ガスは、常温下では主に油状の液体で、スプレー缶より勢いよく噴射される。これを顔面にスプレーされると皮膚や粘膜にヒリヒリとした痛みが走り、咳き込んだり涙が止まらなくなるなどといった症状が現れる。
小型の物でも5～10秒程度の連続噴射が可能だが、至近距離からきちんと狙えば0.5～1秒程度の噴射でも激しい咳と洟水が止まらなくなり、数十分は行動困難な状態となる。暴漢1～2人程度なら、小型の製品で充分に対応可能で、行きずりの犯行などと言ったケースでは、そのような軽度の反撃でも充分に相手の気勢を削ぎ威嚇できる可能性が高い。
30～40分ほど効果が持続した後、完全に正常な状態に戻るには数時間ほどの時間を要する。顔面に命中させなくても、舞い上がるエアロゾルは周囲に漂い吸引してしまうため、たとえ相手がオートバイ用のフルフェイス・ヘルメットを着用していても、首やベンチレーター付近に吹き付けるだけで、一定の効果が見られる。
この他、暴漢の逮捕を容易とするために、染料が含まれる製品も多く、噴射された相手が黄橙色に染まる製品も多い。これらでは顔面などの効果的な部分に命中しなくとも着衣や皮膚を染色し、たとえ水や石鹸で洗っても簡単に落ちないようになっている。また実際に色は付かないもののUV塗料が含まれている製品もあり、ブラックライトで照らせば発光する。
目や鼻・口などの粘膜に付着することで激しい焼けるような痛みを与え、涙・洟水が止まらなくなるが、これは性器であっても同じことで、ストリーキングや露出狂が露出した下半身に噴射され、取り押さえられたり撃退された事例も聞かれる。
噴射される液体が肌に付着すると浸透するため、噴射の後に使用者が目や鼻をこすっても効果が出ることもある。
液剤は化学薬品やスパイスなどと同じく、長期の保存によって性質が劣化する可能性がある。さらに圧力缶スプレーは構造上、長期間保管すると圧力低下が起こるため、原則的に各製品には使用期限が設けられている。これは製造から数年程度が一般的である。
類似製品として、粘着剤を噴射して犯人の身動きを取れなくするスプレーが「ポリススプレー」という製品名で販売されている。
アメリカの警察では、拳銃や警棒を抜くまでもない（暴れる相手が武器や、得物、鈍器を全く持っていない）場合に、抵抗抑止の為に用いられる。イギリスの警察では、凶悪犯を射殺する強力な特殊部隊を有する一方で、拳銃を所持することなく催涙スプレーを携行して治安維持にあたる警察官も大勢いることで有名である。

### 噴射形状
噴射される液剤の飛び方には大きく分けて3種類ある。霧状タイプ（コーンミストタイプ・フォッガータイプ）の物は噴射口から遠くなるほど拡散する飛び方をする。水鉄砲タイプ（ストレートタイプ）は、遠くまで一直線に飛ぶ。泡状タイプ（フォームタイプ）は、泡状の液剤が噴射される。
霧状タイプは、広く拡散するのであまり正確に狙わなくても命中し、目標が多数でも効果的であるという利点があるが、逆風時は使えず実用使用距離は1m以下である。狭い室内では自分も吸い込むことになり、近くにいる人物にも被害が出るという欠点がある。
水鉄砲タイプは、逆風時にも安心して使用ができ、狭い室内でも他人に被害が少ないという利点があるが、遠くの目標には命中させにくいという欠点がある。
泡状タイプは、狭い室内での使用時も自分に被害がでにくく、他の点は霧状よりも噴射範囲は狭く、逆風にある程度強いなど、霧状タイプと水鉄砲タイプの中間的な性質である。
これ以外にも、粉末の薬剤を液化炭酸ガスで拡散させる（というよりも吹き飛ばす）強力なタイプのものも存在する。このタイプは有効射程15mという拳銃並みの射程を誇り、かつて日本国内でも市販されていたが、隠匿が難しい大型サイズのため一般市民への普及はしておらず、まったく例外的な存在と言える。

## 使用法

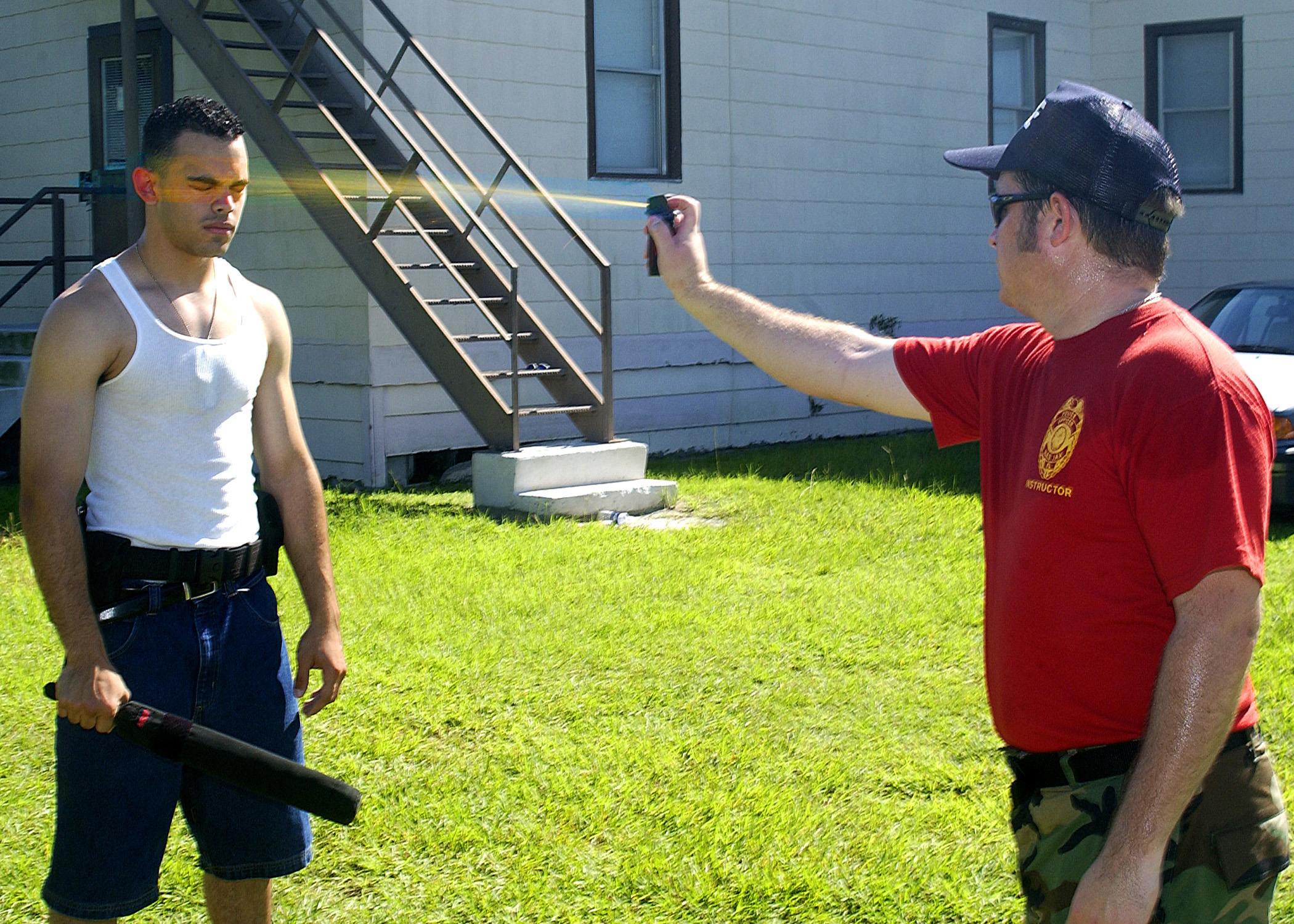
デモンストレーションによる催涙スプレーの使用

噴射距離は大体2～4メートルだが、危険を察知した時点で、相手に気付かれないように催涙スプレーを手に持ち、すぐに使用可能な状態とする。安全装置があるものは、これも解除するとよい。そして実際に襲撃を受けた場合は催涙スプレーを持っている腕を相手のほうに突き出すように伸ばし、可能な限り自分に催涙スプレーがかからないように配慮しつつ、確実に相手の顔面に向けて噴射する。
相手がひるんだ隙に逃げ、周囲に助けを求めたり警察に通報して難を逃れる。防犯ブザーとの併用も推奨されている。

### 訓練
催涙スプレーの噴射方式や飛距離は製品によって差があるため、実際の使用時に戸惑わずにすむように事前に試し撃ちをすることが望ましい。ただし、製品によっては噴射が一回限りの使い捨ての製品があったり、一度噴射したものは液体が噴射口で固まってしまい、実際の使用時に噴射できなくなるという危険性もあるので、各商品の説明書を熟読し、噴射後はシャワーでよく洗浄すべきである。
催涙スプレーは液体を噴射する構造のため、それ自体に人間や動物の突進を止める力はない。実際に使う際は、攻撃者との間合いを保ちつつ噴射する必要がある。

## 実際に起きた事件
日本では、催涙スプレーを悪用した異臭騒ぎなどのいたずらや、強盗事件、傷害事件などがたびたび報道され、問題となっている。古くは、1995年4月19日に発生した横浜駅異臭事件では668人もの負傷者を出し、地下鉄サリン事件のわずか1ヶ月後ということもあり、大きな社会不安を引き起こした。また、2006年4月6日、西日暮里駅で韓国人の武装すり団が駅構内で催涙スプレーをまき散らし、22人が病院に搬送された事件が発生した際は、日本人に衝撃を与え、容疑者の本国である大韓民国でも報道された。2023年6月14日には、大阪府大阪市の阪急うめだ本店の女子トイレで催涙スプレーが撒かれる事件が発生した。
このような事件が続発したため、日本では官憲が厳しく取り締まっている。近年、催涙スプレーを犯罪目的で使用したり、いたずらを犯した者は、刑事と民事の両面から厳重に処罰される傾向にある。また、操作ミスで誤射した結果として他者に損害を与えた場合でも、犯罪として処罰されるおそれがある。
有害玩具の一種とみなされることもある。これにより、警察官の職務質問などの際に発見された場合、軽犯罪法違反や迷惑防止条例違反の疑いをかけられる場合がある。実際、2007年8月26日未明にズボンのポケットに催涙スプレーを入れていた男性が職務質問を受け、軽犯罪法違反の容疑で新宿警察署へ任意同行、書類送検されている。しかし、2009年3月26日、最高裁判所は「被告人には前科がなく、状況から催涙スプレーは防御用と考えられ、所持に正当な理由がある」として科料9,000円とした原判決を破棄し無罪を言い渡し、催涙スプレーの携帯だけでは直ちに違法となるわけではないとの確定判決を示した。
殺虫剤替わりに使用して、同室の全員が苦痛を被った事例もある。